# Maria Tryfonova
Maria Viktorovna Tryfonova (nacida el 23 de agosto de 1987 en Cherkasy, Ucrania) es una dermatóloga ucraniana que ha trabajado en Ucrania, Azerbaiyán y los países bálticos. Es la fundadora y médico jefe de las clínicas TRYFONOVA MD.

## Biografía

### Primeros años y educación
Maria Tryfonova nació el 23 de agosto de 1987 en Cherkasy (Ucrania). En 2005 se licenció en enfermería en la Facultad de Medicina de Cherkasy. Más tarde, en 2011, se licenció en dermatología en el Instituto Médico Bogomolets de Kiev. En 2022, obtuvo el Diploma de Dermatología de la UE en Lituania.

### Carrera profesional
En 2011, Trifonova realizó unas prácticas en Suiza, en la clínica La Prairie, donde dominó las modernas tecnologías de la medicina estética. Después trabajó en el Dispensario Regional de Dermatología y Venereología de Kiev.
En 2017, fundó la clínica dermatológica TRYFONOVA MD en Kiev, que ofrece servicios médicos en el campo de la cosmetología estética y la dermatología. Ese mismo año se celebró el primer congreso dermatológico y estético "De la belleza a la salud". Un año después, se abrió una segunda clínica en Kiev. En 2020, Trifonova abrió una tercera clínica, mientras que la primera fue cerrada.
En 2019, Trifonova fue galardonada con la Orden Ucraniano-Francesa de la Reina Ana "Honor de la Patria" en la estrella de plata por su concienzudo servicio a Ucrania. En el mismo año, su clínica se convirtió en laureada de la calificación de las mejores empresas de Ucrania en el campo de la medicina y la cosmetología láser. Recibió el premio de especialista clave en medicina regenerativa (Corea del Sur).
De 2020 a 2021, participó en el proyecto televisivo Political Beauty en el canal de televisión Pryamyy y en el proyecto No Trace of War en 2022-2023, cuyo objetivo es ayudar a los heridos durante las hostilidades activas.
Tras la invasión total, junto con BTL GLOBAL AESTHETICS, desarrollador y fabricante europeo de equipos para cosmetología, fisioterapia y medicina estética, y BTL AESTHETICS UKRAINE, puso en marcha un proyecto de terapia gratuita en el sillón EMSELLA para tratar los problemas de salud a los que se enfrentan las mujeres debido a la guerra.
En 2023, Maria introdujo por primera vez en Azerbaiyán la tecnología BTL EMFACE, y también trajo las tecnologías de rejuvenecimiento Biopell.  En mayo de este año, Maria Trifonova participó en el Congreso Viva la Vida en Bakú, donde presentó el campo de la terapia de sustitución hormonal bioidéntica.
Trifonova participa activamente en el campo de la investigación científica y el desarrollo de la dermatología. Ha sido ponente internacional y especialista científica en GLOBAL ALLERGAN desde 2019. En 2022 fue galardonada con la medalla Esperanza de la Nación.